# La Fille de Brest
Pour plus de détails, voir Fiche technique et Distribution.
La Fille de Brest est un film français réalisé par Emmanuelle Bercot, sorti en France le 23 novembre 2016. Il s'agit d'une adaptation du livre Mediator 150 mg : combien de morts ? de la pneumologue Irène Frachon, du CHU de Brest, retraçant sa lutte pour révéler ce qui deviendra l'affaire du Mediator et dénoncer les risques de ce médicament, le benfluorex, commercialisé par les laboratoires Servier dits le nom de Mediator.
Le film a ouvert le Festival international du film de Saint-Sébastien 2016 et a été présenté en clôture du Festival de cinéma des alternatives de Versailles le 30 avril 2017.

## Synopsis
En février 2009, confrontés à des cas de valvulopathie et d'hypertension artérielle pulmonaire, des médecins du CHU de Brest soupçonnent un lien avec la prise d'un médicament, le Mediator, commercialisé par les laboratoires Servier. La pneumologue Irène Frachon, aidée d'un chercheur, le professeur Antoine Le Bihan, s'improvise lanceuse d'alerte. Ces provinciaux candides ne cherchent qu'à sauver des vies. Mais, à Paris, ils découvrent un univers bien peu préoccupé d'intérêt général. L'argent règne en maître et « des laboratoires pharmaceutiques arrivent à prendre le contrôle des autorités de santé » : universitaires stipendiés, arrogants et brutaux, commissions d'experts dévoyées par les conflits d'intérêts, Irène Frachon et Antoine le Bihan ont la sensation d’avoir en face d'eux un bloc uni où il est impossible de discerner les experts des agences sanitaires des experts des Laboratoires Servier. Ils découvrent une multiplication délibérée des groupes d'experts.
Cet enchevêtrement d'organisations leur semble servir à ce que tout le monde s'occupe de tout et ne soit responsable de rien, comme si ce système était délibérément conçu pour permettre la dilution des responsabilités. Antoine Le Bihan, en tant que chercheur, est vite neutralisé. On l'accable de mépris, on lui coupe les crédits et il n'a plus qu'à s'exiler au Canada. Mais, dans ce cloaque, Irène Frachon trouve aussi des alliés inattendus qui l'encouragent à poursuivre le combat : l'étudiante en pharmacie qui cite le nombre de victimes brestoises dans sa thèse, l'épidémiologiste Catherine Hill, un éditeur tenace, une journaliste du Figaro, le « Père Noël » de la Cnam qui détient dans son ordinateur le nombre des morts au niveau national, mais ne peut le divulguer que sur demande de sa hiérarchie.

## Fiche technique
- Titre original : La Fille de Brest
- Titre international : 150 Milligrams
- Réalisation : Emmanuelle Bercot
- Scénario : Séverine Bosschem et Emmanuelle Bercot, avec la collaboration de Romain Compingt, d'après le livre d'Irène Frachon, Mediator 150 mg : combien de morts ?[5]
- Décors : Éric Barboza
- Costumes : Pascaline Chavanne
- Son : Jérôme Chenevoy, Pierre André, Séverin Favriau et Stéphane Thiébaut
- Effets spéciaux : Pierre-Olivier Persin
- Photographie : Guillaume Schiffman
- Montage : Julien Leloup
- Musique : Martin Wheeler, Bloum
- Production : Caroline Benjo, Carole Scotta, Barbara Letellier et Simon Arnal-Szlovak
- Sociétés de production : Haut et Court et France 2 Cinéma (coproduction)[6], SOFICA Cinémage 10, Cofinova 12, SofiTVCiné 3 (association)
- Société de distribution : Haut et Court distribution[7]
- Budget de production : 5,6 millions €[8]
- Pays d'origine :  France
- Langue : français[9]
- Genre : thriller [4]
- Durée : 128 minutes[9]
- Dates de tournage : du 24 novembre 2015 au 5 février 2016[7]
- Dates de sortie :
  - Espagne : 18 novembre 2016 La doctora de Brest
  - France : 23 novembre 2016
  - Suisse romande : 30 novembre 2016[9]
- Nombre d'entrées en France : 404 078 au 19 janvier 2017 (8 semaines)[10]

## Distribution
Sauf indication contraire, les informations mentionnées dans cette section peuvent être confirmées par le générique de fin de l'œuvre audiovisuelle présentée ici, ainsi que par la base de données cinématographiques IMDb,  présente dans la section « Liens externes ».
- Sidse Babett Knudsen : docteur Irène Frachon, pneumologue
- Benoît Magimel : professeur Antoine Le Bihan, médecin-chercheur
- Charlotte Laemmel : « Patoche », infirmière
- Gilles Treton : docteur Yannick Jobic, cardiologue[11]
- Lara Neumann : Anne Jouan, la journaliste du Figaro
- Garance Mazureck : Flore Michelet, l'étudiante en pharmacie[12]
- Isabelle de Hertogh : Corinne Zacharria, une patiente du docteur Frachon
- Lucien Jobic : Papi Graal, un patient du docteur Frachon
- Catherine Thomas : la fille de Papi Graal[13]
- Myriam Azencot : Catherine Haynes, épidémiologiste
- Eddie Chignara : Christophe Laugier
- Raphaël Ferret : Fred, le biostat'
- Christophe Meynet : David, l'assistant de recherche
- Philippe Uchan : docteur Aubert, porte-parole des laboratoires Servier
- Patrick Ligardes : Bruno Frachon, le mari d'Irène[9]
- Pauline Mer : Adèle, fille des Frachon, étudiante en médecine[14]
- Emie Benoiston : Amélie, fille pianiste des Frachon[15]
- Merlin Apostolo : Samuel, fils des Frachon, pianiste et batteur
- Paolo Le Bodic : Arnaud, fils guitariste des Frachon[16]
- Gustave Kervern : Charles Kermarec, l'éditeur d'Irène Frachon
- Olivier Pasquier : Arsène Weber, le « Père Noël » de la Cnam
- Bruno Rodet : le directeur de la Cnam
- Éric Toledano : l'expert labo de la commission de pharmacologie
- Pablo Pauly : Me Charles-Joseph Oudin, l'avocat des victimes
- Éric Verdin : Me Honorat[13]
- Violaine Gillibert : Mme Luciani, une dirigeante de l'Afssaps
- Fabrice Michel : Aquilino Morelle
- Nicolas Moreau : le professeur Launay
- Pierre-Alain Chapuis : Pascal Morand
- Arnaud Duléry : M. Jaffredo
- Luc Gentil : le président de la commission Afssaps (Pharmaco)
- Alain Cauchi : le président de la commission Afssaps (AMM)
- Claire Conty : la présidente de l'Afssaps (gestion des risques)
- Antoine Ehrhard : Gérard Bapt, cardiologue et homme politique
- Philippe Ménasché : l'expert cardiologue de la commission Afssaps
- Nicolas Buchoux : l'expert labo commission AMM
- Ahmed Khalifa : le chirurgien cardiaque
- Émilie Martin-Ozanne : la médecin légiste
- Mireille Lescouet : l'aide médecin légiste
- Patricia Baley : infirmière de recherche
- Aurélia Le Hir : infirmière de recherche
- Lydia Le Vourc'h : infirmière de recherche
- Sylvie Le Gouil : la patiente fumeuse
- Charlotte David : la petite fille asthmatique
- Aurélie Mestrius : l'infirmière en réanimation
- Hafida Benyagoub : la secrétaire au CHU
- Philippe Sprang : journaliste du Figaro
- Nicolas Raffy : technicien France 2
- Isabelle Giordano : journaliste, dans son propre rôle
- Élise Lucet : journaliste, dans son propre rôle[9]
- Irène Frachon : Sylvie, collègue d'Irène Frachon (un caméo)

## Production

### Genèse du projet
Les productrices de Haut et Court, Caroline Benjo et Carole Scotta, proposent à Emmanuelle Bercot de lire le livre d'Irène Frachon, Mediator 150 mg : combien de morts ? paru en 2010 chez l'éditeur brestois Dialogues. Emmanuelle Bercot y trouve les ingrédients d'un thriller mais n'est pas encore décidée. Sa rencontre avec Irène Frachon est décisive : elle découvre « un grand personnage, tout en contrastes. C'est une machine de guerre, avec un franc-parler détonnant, mais elle est aussi pleine de fantaisie, presque clownesque. » Irène Frachon apprécie également la réalisatrice dont elle a vu le dernier film Mes chères études sur la prostitution étudiante et est rassurée par le fait que la réalisatrice a une certaine connaissance du monde médical de par son père qui a été chirurgien cardiaque à l'hôpital Lariboisière à Paris. Celui-ci l'a initiée très jeune à la dangerosité des laboratoires pharmaceutiques et lui a permis de passer beaucoup de temps dans les blocs opératoires durant son adolescence. Elle s'y sent « comme un poisson dans l'eau ». Emmanuelle Bercot dédiera d'ailleurs le film à son père.
Entre la première rencontre entre la réalisatrice et Irène Frachon et la sortie du film, 6 ans se sont écoulés. Durant toute cette période, les protagonistes brestois du CHU ont activement collaboré avec Emmanuelle Bercot et la coscénariste Séverine Bosschem, ce qui a permis de donner au film toute sa crédibilité médicale.

### Adaptation du livre
Le scénario est dû à Séverine Bosschem et Emmanuelle Bercot, avec la collaboration de Romain Compingt. C'est une adaptation du livre d'Irène Frachon. Les scénaristes procèdent évidemment à des raccourcis, mais, selon le mot d'Irène Frachon, « toute l'histoire est là ».
La pneumologue du film est un peu plus bouillante que dans la réalité. En particulier, elle « gueule comme un âne » à l'Afssaps, alors que ce jour-là Irène Frachon, terrorisée, jouait profil bas. Mais cet exposé virulent est indispensable à Emmanuelle Bercot à ce moment précis pour que le spectateur prenne conscience des enjeux, pour qu'il sache qu'il existe un antécédent chez Servier avec un autre médicament, l'Isoméride,.
La seule entorse à la réalité est la composition du personnage d'Antoine Le Bihan. Il est inspiré du professeur Grégoire Le Gal, à présent chercheur au Canada. Tout au long de la lutte, il y a toujours eu entente sereine entre Grégoire Le Gal et Irène Frachon. Cela ne fait pas l'affaire des scénaristes : « Ça ne colle pas pour nous. Les Bisounours, cela ne fait pas un récit de cinéma. » Les scénaristes façonnent donc un chercheur angoissé, fragile, un être complètement différent du professeur Le Gal — avec l'accord de ce dernier —, et ils inventent une opposition entre lui et le docteur Frachon. Les paroles vives que les deux médecins échangent dans le film, Irène Frachon les a bien échangées, mais avec d'autres personnes.
Le seul regret d'Irène Frachon en voyant le film est que Xavier Bertrand ne soit pas évoqué, alors qu'il l'a contactée dès le déclenchement de l'affaire, et qu'il a demandé un rapport à l'Igas (Inspection générale des affaires sociales). « Les politiques m'ont toujours soutenue, dit la pneumologue, que ce soit Gérard Bapt ou Xavier Bertrand. »

### Casting
Pendant les trois années d'écriture du scénario, Emmanuelle Bercot se demande en vain quelle actrice française pourrait incarner Irène Frachon. Elle songe même à abandonner le projet. C'est Catherine Deneuve qui lui suggère de recourir à Sidse Babett Knudsen, l'actrice de la série télévisée danoise Borgen, une femme au pouvoir. Pour justifier son léger accent, la pneumologue est présentée dans le film comme d'origine danoise, ce qui n'est pas le cas dans la réalité. La véritable Irène Frachon fait une brève apparition de type caméo dans le film : le personnage joué par Sidse Babett Knudsen la croise dans un couloir du CHU (Irène Frachon sort des toilettes, suit l’actrice ; on la voit principalement de dos) et les deux femmes se saluent (vers 33’ 17”).

### Tournage
Le tournage a d'abord lieu dans le Finistère du 24 novembre 2015 au 15 janvier 2016, en particulier à Lampaul-Plouarzel, où est reconstitué le domicile des Frachon. Des scènes sont tournées à Brest, dans la librairie Dialogues et au CHU. La scène de chirurgie cardiaque est interprétée par un vrai chirurgien et par de vrais techniciens du bloc opératoire. La scène de l'autopsie est également interprétée par de vrais praticiens. On remarque, sur plusieurs plans tournés à Brest, les travaux des ateliers et du quartier des Capucins, qui n'ont débuté qu'en 2015.
Des scènes sont ensuite tournées en région parisienne, notamment dans les locaux du Figaro. Dans une scène censée se dérouler en 2011, on distingue sur la façade du ministère de la Santé la mention « Ministère des Affaires sociales, de la Santé et des Droits des femmes ». Le ministère n'exista sous cette appellation que du 26 août 2014 au 11 février 2016. Le tournage prend fin le 5 février 2016.

## Accueil
Le film obtient les notes moyennes de 3,8 sur 5 pour les critiques de presse et de 4,1 pour les avis des spectateurs, selon le site Allociné.

### Accueil critique
- Pierre Vavasseur, sur leparisien.fr : « La Fille de Brest […] montre qu'une nouvelle génération de cinéastes sait désormais s'emparer de scénarios cogneurs, à la Yves Boisset, mais avec la modernité de style, de ton et d'interprétation qui convient[25]. »
- Femme actuelle : « Ce thriller sociétal, sans temps mort, est avant tout le magnifique portrait d'une femme qui ne lâche rien[6]. »
- Barbara Théate, Le Journal du dimanche : « Une héroïne du quotidien dont on envie l’altruisme et l’exemplarité. Il aura fallu un film, à défaut d’un tribunal (l’affaire est toujours en cours), pour que justice lui soit rendue[6]. »
- Yannik Vely, sur parismatch.com : « De l’isolement des débuts à l’explosion médiatique de l’affaire, l’histoire inspirée de la vie d’Irène Frachon est une bataille de David contre Goliath pour voir enfin triompher la vérité […] La Fille de Brest est avant tout un formidable portrait de femme révoltée contre l'indifférence bureaucratique […] Refusant le spectaculaire, La Fille de Brest s'en tient aux faits et rien qu'aux faits, ce qui est d'autant plus terrifiant quand on comprend que l'arrêt de la commercialisation du Mediator ne suffira pas à entraîner l'indemnisation des patients[26]. »
- Samuel Douhaire, sur telerama.fr : « Emmanuelle Bercot plonge dans les coulisses de ce combat du pot de terre contre le pot de fer […] La réalisatrice compense la dimension parfois technique du sujet par un récit hyper rythmé conçu comme un thriller[3]. »
- Sigolène Vinson, Charlie Hebdo : « Un thriller ? Pourquoi pas. Mais très documenté et précis[6]… »
- Claudine Levanneur, sur avoir-alire.com : « Un film humaniste et intelligent qui, contrairement à la loi, rend justice aux lanceurs d’alerte et qui illustre parfaitement cette phrase d’Albert Einstein qu’Emmanuelle Bercot fait sienne : « Le monde est dangereux à vivre non pas tant à cause de ceux qui font le mal, mais à cause de ceux qui regardent et laissent faire[27]. »

### Box-office
| Pays ou région | Box-office       | Date d'arrêt du box-office | Nombre de semaines |
| -------------- | ---------------- | -------------------------- | ------------------ |
| France         | 410 723 entrées, | 29 mars 2017               | 18                 |
| Mondial        | 2 918 159 $      | 30 juillet 2017            | —                  |

La Fille de Brest prend la seconde place des nouveautés le jour de sa sortie avec 19 384 entrées, dont 5 056 sur Paris et sa périphérie. En cinq jours, il totalise près de 130 000 entrées et prend la troisième place du box-office et plus de 167 000 entrées en première semaine.

## Distinctions

### Nominations
- 22e cérémonie des Lumières :
  - lumière de la meilleure actrice pour Sidse Babett Knudsen.
- 42e cérémonie des César :
  - césar de la meilleure actrice pour Sidse Babett Knudsen ;
  - césar de la meilleure adaptation pour Séverine Bosschem et Emmanuelle Bercot.
- 8e cérémonie des Magritte du cinéma :
  - magritte de la meilleure actrice dans un second rôle pour Isabelle de Hertogh.

## Diffusion télévisée
Le film est diffusé sur France 2 le 16 août 2020 vers 22 h 30, et sur Arte le 27 octobre 2021 à 20 h 55.